# Black Angels (Crumb)
 (avril 2024).
Si vous disposez d'ouvrages ou d'articles de référence ou si vous connaissez des sites web de qualité traitant du thème abordé ici, merci de compléter l'article en donnant les références utiles à sa vérifiabilité et en les liant à la section « Notes et références ».
Pour les articles homonymes, voir Black Angels.

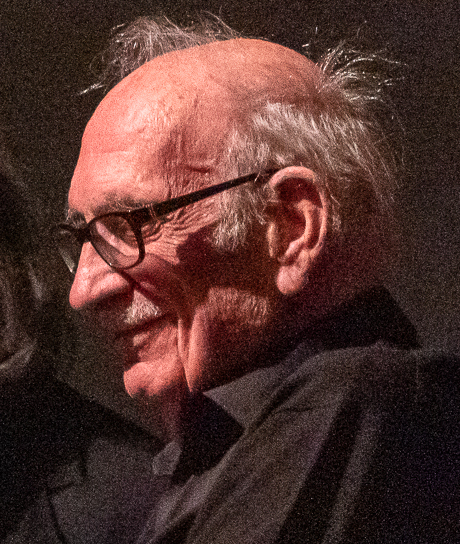
Georges Crumb.

Black Angels (Édition Peters, New york, no.66304, copyright 1971) (traduction : Anges noirs) est une œuvre pour ''quatuor à cordes électrique'' composée par George Crumb en 1970. L'œuvre a été composée dans une période d'un an et est datée du « vendredi 13 mars 1970 (in tempore belli) » tel que noté dans la partition. Crumb s'intéresse beaucoup à la numérologie et a structuré la pièce de façon numérique autour des nombres 13 et 7. La pièce est intéressante par son instrumentation non conventionnelle qui demande des instruments à cordes électrifiés, des harmonicas de verres et deux gongs suspendus.
Le nom complet de cette œuvre est Black Angels (Thirteen Images from the Dark Land) (13 images de la Terre Obscure). Cette œuvre a été le sujet du Baccalauréat Littéraire Spécialité Musique lors de l'épreuve écrite de culture et de technique musicales de juin 2008.
Cette œuvre pour quatuor à cordes électrifié a été composée en 1970 pendant la guerre du Viêt Nam. Elle a une durée d'environ 25 minutes.

## Citations musicales
Il y a plusieurs allusions à la musique tonale dans Black Angels. On y trouve une citation du quatuor à cordes La Jeune fille et la Mort de Franz Schubert (dans la Pavana Lachrymæ, de même que, mais faiblement répercutée, à la dernière page de l'œuvre). On y entend aussi une Sarabande de l'époque baroque et plusieurs références à la Séquence (ou Prose) Dies iræ (en français : « Jour de colère »). L'œuvre regorge de symbolismes musicaux tels que le Diabolus in musica (Le « Diable en musique » généré, ou suggéré, par l'intervalle de triton) et le « trille du diable », tiré d'une sonate du violoniste et compositeur baroque Giuseppe Tartini).

## Instrumentation
Chaque instrumentiste doit également jouer de divers instruments au cours du morceau. Certains des équipements requis demandent une préparation spéciale, comme les verres de cristal, qui doivent être accordés avec le niveau de l'eau.
Violon 1
- maraca
- 7 verres en cristal
- Baguette en verre de 6
- 2 dés à coudre en métal
- un plectre (trombone en métal)

Violon 2
- gong suspendu de 15 et maillet
- archet de contrebasse (pour utiliser sur le gong suspendu
- 7 verres en cristal
- Baguette en verre de 6
- 2 dés à coudre en métal
- un plectre (trombone en métal)

Alto
- 6 verres en cristal
- Baguette en verre de 6
- 2 dés à coudre en métal
- un plectre (trombone en métal)

Violoncelle
- maraca
- Gong suspendu de 24, et maillet dur et doux
- Archet de contrebasse

| Partie       | Titre                                            | Numérologie            |
| ------------ | ------------------------------------------------ | ---------------------- |
| I. Departure | 1. THRENODY I : Night of the Electric Insects    | 13 fois 7 et 7 fois 13 |
| I. Departure | 2. Sounds of Bones and Flutes                    | 7 dans 13              |
| I. Departure | 3. Lost Bells                                    | 13 sur 7               |
| I. Departure | 4. Devil-music                                   | 7 et 13                |
| I. Departure | 5. Danse macabre                                 | 13 fois 7              |
| II. Absence  | 6. Pavana lachrymæ                               | 13 sur 13              |
| II. Absence  | 7. THRENODY II : BLACK ANGELS !                  | 7 fois 7 et 13 fois 13 |
| II. Absence  | 8. Sarabanda de la Muerte Oscura                 | 13 sur 13              |
| II. Absence  | 9. Lost Bells (Echo)                             | 7 fois 13              |
| III. Return  | 10. God-music                                    | 13 et 7                |
| III. Return  | 11. Ancient Voices                               | 7 sur 13               |
| III. Return  | 12. Ancient Voices (echo)                        | 13 en 7                |
| III. Return  | 13. THRENODY III : Night of the Electric Insects | 7 fois 13 et 13 fois 7 |

## Citations
« Ode funèbre composée aux pires heures de la guerre du Viêt Nam, le quatuor à cordes Black Angels s'étire en lambeaux sonores déchiquetés, calcinés, comme la terre ravagée par le napalm » - Gilles Macassar.
« Le symbolisme des nombres a une place fondamentale dans cette œuvre. Par exemple, traditionnellement le chiffre 7 est un nombre divin souvent associé à la création et le chiffre 13 est associé au Diable et à la Mort » - Christophe Adam, dans L'éducation musicale n° 413.